# Edinakovți, Șumen
Edinakovți (în bulgară Единаковци) este un sat în comuna Hitrino, regiunea Șumen,  Bulgaria. 

## Demografie
Componența etnică a satului Edinakovți
     Nicio identificare (8,33%)
     Romi (3,47%)
     Turci (81,94%)
     Bulgari (6,25%)
La recensământul din 2011, populația satului Edinakovți era de 144 locuitori. Din punct de vedere etnic, majoritatea locuitorilor (81,94%) erau turci, existând și minorități de bulgari (6,25%) și romi (3,47%). Pentru 8,33% din locuitori nu este cunoscută apartenența etnică.